# Ľuboriečka
Ľuboriečka – wieś (obec) na Słowacji położona w kraju bańskobystrzyckim, w powiecie Veľký Krtíš. Pierwsze wzmianki o miejscowości pochodzą z 1335 roku.
Według danych z dnia 31 grudnia 2012 roku, wieś zamieszkiwało 148 osób, w tym 81 kobiet i 67 mężczyzn.
W 2001 roku rozkład populacji względem narodowości i przynależności etnicznej wyglądał następująco:
- Słowacy – 85,49%
- Czesi – 2,07%
- Ukraińcy – 11,92%
- Węgrzy – 0,52%

Ze względu na wyznawaną religię struktura mieszkańców kształtowała się w 2001 roku następująco:
- Katolicy rzymscy – 64,25%
- Ewangelicy – 13,47%
- Prawosławni – 10,88%
- Ateiści – 10,88%
- Nie podano – 0,52%